# Giulio Tononi
Giulio Tononi (Trento, 1960) è uno psichiatra e neuroscienziato italiano, che lavora negli Stati Uniti.

## Biografia
Figlio di Giorgio Tononi, già sindaco di Trento, fratello di Massimo, già sottosegretario del Governo Prodi II, e di Marcello, dopo essersi laureato e specializzato in psichiatria presso la Scuola Superiore Sant'Anna di Pisa, ha ottenuto il dottorato di ricerca presso la stessa università con una ricerca sulla regolazione del sonno. Negli anni '90 ha svolto ricerche presso il Neurosciences Institute a New York e San Diego. È professore di psichiatria all'Università del Wisconsin, dove dirige il Center for Sleep and Consciousness.
È una delle massime autorità mondiali riconosciute nello studio della genetica e dell'eziologia del sonno.
Ha proposto, in collaborazione con Chiara Cirelli, la "teoria del downscaling sinaptico", un'ipotesi in grado di spiegare la funzione del sonno ad onde lente attraverso l'osservazione delle modificazioni cellulari che avvengono nel cervello durante questa fase del sonno.
Ha inoltre pubblicato diverse ricerche e formulato alcune ipotesi sulla natura della coscienza.
Su questo tema ha pubblicato diversi saggi, tra cui Un universo di coscienza:come la materia diventa immaginazione, in collaborazione con il Premio Nobel per la medicina Gerald Edelman.

## Teoria dell'informazione integrata
Giulio Tononi ha sviluppato una teoria della coscienza (IIT, Integrated Information Theory) che si propone di quantificarne matematicamente la portata per mezzo di una grandezza che ha chiamato informazione integrata indicata con la lettera greca phi.
La teoria dell'informazione integrata si presta ad analizzare le dispute controverse sugli sviluppi dell'intelligenza artificiale.